# On the Firing Line (film 1912)
On the Firing Line (conosciuto anche con il titolo The Firing Line) è un cortometraggio muto del 1912 diretto da Francis Ford che appare anche tra gli interpreti del film nel cui cast si trovano i nomi di Robert Edeson e di Charles K. French.

## Produzione
Il film fu prodotto dalla 101-Bison e dalla New York Motion Picture.

## Distribuzione
Distribuito dalla Film Supply Company, il film - un cortometraggio in una bobina - uscì nelle sale cinematografiche USA il 27 settembre 1912.
Non si conoscono copie ancora esistenti della pellicola che viene considerata presumibilmente perduta.